# Kivyira
Kivyira är ett vattendrag i Burundi.   Det ligger i provinsen Cibitoke, i den nordvästra delen av landet, 60 kilometer norr om huvudstaden Bujumbura.
Omgivningarna runt Kivyira är en mosaik av jordbruksmark och naturlig växtlighet. Runt Kivyira är det tätbefolkat, med 383 invånare per kvadratkilometer.